# Quattro

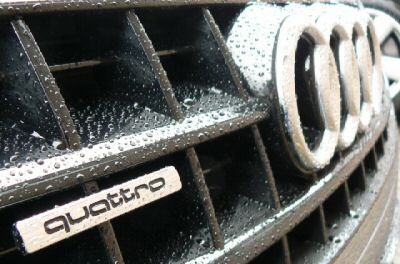
Логотип quattro на передней радиаторной решётке автомобиля Audi

quattro (с итал. — «четыре») — название, используемое компанией AUDI AG для обозначения технологий, либо систем постоянного полного привода (4WD), применяемых в конструкции тех или иных автомобилей Audi.
Слово «quattro» является зарегистрированным товарным знаком компании AUDI AG (дочернее предприятие немецкого автомобильного концерна Volkswagen Group).
Система quattro была впервые применена в 1980 году в конструкции автомобиля Audi Quattro с постоянным полным приводом (сегодня этот автомобиль известен также как Ur-Quattro; «Ur-» — нем. «древний», «пра-»). В дальнейшем термин quattro применялся ко всем полноприводным моделям Audi. По терминологическим причинам, связанным с существованием товарного знака, название системы полного привода quattro пишется со строчной буквы, чтобы принести дань уважения первой модели.
Остальные компании в составе Volkswagen Group применяют для обозначения полноприводных автомобилей другие товарные знаки (для автомобилей марки Volkswagen изначально применялось обозначение syncro, недавно уступившее место товарному знаку 4motion; в компании Skoda полноприводные автомобили обозначают, добавляя к названию модели «4×4»; в SEAT ограничиваются цифрой «4»). Ни один из вышеописанных товарных знаков и терминов не определяет тип системы полного привода (см. описание ниже).

## Продольные системы
Компания Volkswagen Group разрабатывает системы полного привода (4WD) почти со времени своего основания в период Второй мировой войны. Volkswagen Kubelwagen, Volkswagen Schwimmwagen и Volkswagen Kommandeurwagen были транспортными средствами военного назначения, поэтому в них все четыре колеса были ведущими. Volkswagen Kommandeurwagen представлял собой полноприводный вариант Volkswagen Beetle. Накопленный опыт разработки военных транспортных средств и систем полного привода был успешно применен компанией при создании Volkswagen Iltis для вооруженных сил ФРГ в 1970-х годах. В модели Iltis применялась ранняя форма полного привода, впоследствии ставшая известной под названием «quattro».
Эта первая система quattro, позднее перекочевавшая на гражданские автомобили. Двигатель и коробка передач имели продольное расположение. Крутящий момент посредством коробки передач передается на механический центральный дифференциал, разделяющий (распределяющий) крутящий момент между передним и задним ведущими мостами. Система подразумевала постоянную работу полного привода.

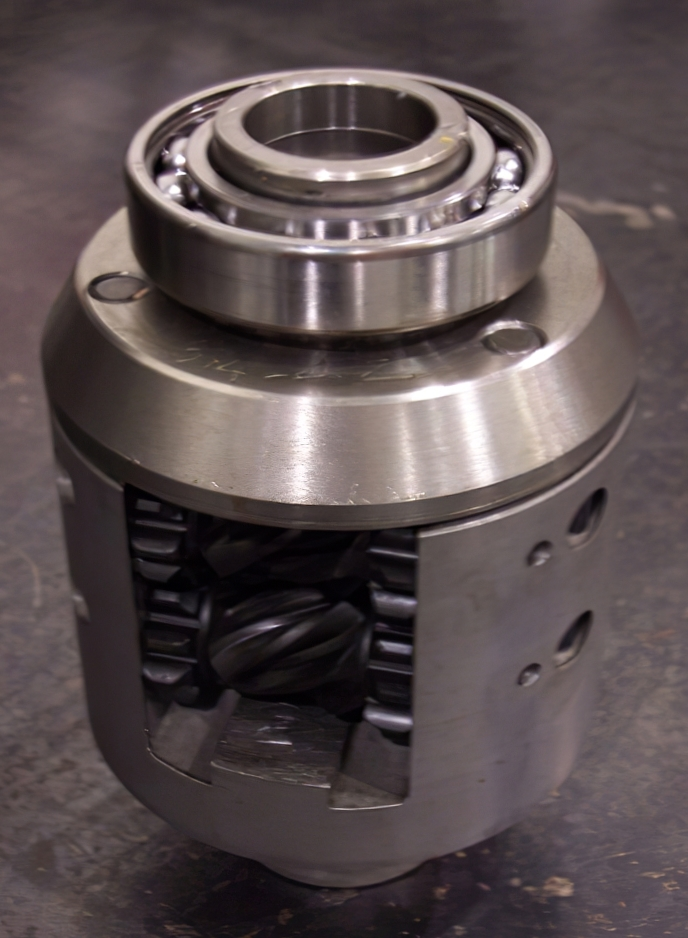
Центральный дифференциал Torsen системы Audi quattro.

После 1987 года в Audi заменили центральный дифференциал с ручной блокировкой на центральный дифференциал Torsen Type 1 («T1») (англ. torque sensing или torque sensitive — чувствительный к крутящему моменту). Это позволяло автоматически направлять крутящий момент на тот или иной мост в зависимости от режима движения, а также силы сцепления колес с поверхностью. В подавляющем большинстве версий системы при «нормальных» условиях (одинаковая сила сцепления колес переднего и заднего мостов с поверхностью) крутящий момент распределяется между передним и задним мостами в «стандартном» соотношении 50:50. В сложных условиях (то есть при различной силе сцепления колес переднего и заднего мостов с поверхностью) на передний либо задний мост может передаваться до 67-80 % крутящего момента двигателя (в зависимости от варианта коробки передач и модели дифференциала Torsen). Полностью автоматический характер механики центрального дифференциала Torsen позволяет предотвратить пробуксовку колес, что обеспечивается за счет мгновенного (и неощутимого для тех, кто находится в салоне) отвода крутящего момента на мост, колеса которого имеют лучшее сцепление с поверхностью. Такой метод функционирования можно охарактеризовать как упреждающий. Кроме того, в отличие от дифференциалов с электронным управлением, дифференциал Torsen не нуждается в электронных данных от таких источников, как датчики скорости вращения колес. Как следствие, такой дифференциал устойчив к отказам датчиков скорости вращения колес, в отличие, например, от устройств компании Haldex Traction. Вязкостные муфты и центральные дифференциалы с электронным управлением, применяемые в других системах полного привода, напротив, являются реактивными, поскольку осуществляют перенаправление крутящего момента уже после начала пробуксовки. Преимущество системы заметно при интенсивном ускорении, в том числе при прохождении поворотов. Перераспределение крутящего момента между мостами осуществляется максимально плавно, за счет чего обеспечивается стабильность динамических характеристик автомобиля и существенно снижается вероятность потери управления.
Система quattro на основе дифференциала Torsen также обеспечивает преимущество обратной функции распределения крутящего момента между колесами, а именно при торможении двигателем. Если для снижения скорости автомобиля используется торможение двигателем, в системе на основе дифференциала Torsen результирующие нагрузки «обратного» крутящего момента на переднем и заднем мостах распределяются равномерно, что происходит абсолютно аналогично распределению «прямого» крутящего момента двигателя — полностью механически, автономно. Это позволяет распространить тормозящее действие двигателя на все четыре колеса и шины. Автомобиль, оснащенный системой quattro на основе дифференциала Torsen, отличается повышенной курсовой устойчивостью при прохождении скоростных поворотов с замедлением — выход автомобиля из-под контроля вследствие потери сцепления колес переднего либо заднего мостов с поверхностью менее вероятен.
Однако система quattro в такой конфигурации обладает рядом ограничений.
1. При продольном расположении двигателя и коробки передач передний мост размещается позади двигателя, что в некоторых моделях Audi привело к значительному смещению массы автомобиля вперед, однако система все же позволяет получить более выгодное распределение массы, нежели варианты с поперечным расположением двигателя, применяемые в конструкции автомобилей Mitsubishi и аналогичных моделей. Рассматриваемая система позволяет достичь распределения массы в соотношении 55:45 (передняя часть: задняя часть).
2. Дифференциал Torsen сходен с дифференциалом повышенного трения в том смысле, что вместо активного распределения крутящего момента (именно такое распределение производят муфты с компьютерным управлением) от стороны с меньшим сцеплением с поверхностью на сторону с большим сцеплением с поверхностью он лишь поддерживает определённую разность крутящих моментов (отношение крутящих моментов или TBR (Torque Bias Ratio)). Таким образом, максимальная величина крутящего момента, которую дифференциал Torsen может передать на мост с большим сцеплением с поверхностью, по определению ограничена величиной крутящего момента, доступного на мосту с меньшим сцеплением с поверхностью. Следовательно, если один из мостов не имеет сцепления с поверхностью, то на другой мост, вне зависимости от величины TBR, не будет передаваться сколько-нибудь значимый крутящий момент. Для системы с центральным дифференциалом крайняя ситуация полной потери сцепления одним из колес означает крайне малую величину крутящего момента, передаваемого на три остальные колеса. В качестве контрмеры инженеры Audi применили в конструкции первых автомобилей с дифференциалом Torsen функцию ручной блокировки заднего дифференциала, которая впоследствии была заменена электронной системой блокировки дифференциала (Electronic Differential Lock, EDL), активирующей тормоза отдельных колес (руководствуясь данными датчиков ABS) для противодействия пробуксовке. Система EDL была реализована как для переднего, так и для заднего (открытого) дифференциалов и предназначена для работы на скоростях до 80 км/ч. Такое решение обеспечивает увеличение крутящего момента отдельного колеса с низким сцеплением с поверхностью, тем самым позволяя передать больший крутящий момент посредством дифференциала Torsen на остальные колеса, имеющие более надежное сцепление с поверхностью.
3. Статичное отношение крутящих моментов стандартного дифференциала Torsen (Type 1 или T1) составляет 50:50 (входной крутящий момент распределяется равномерно между обоими выходными валами). При этом T1 способен обеспечивать отношение крутящих моментов (Torque Bias Ratio, TBR) в диапазоне от 2,7:1 до 4:1. Иными словами, такой дифференциал позволяет передавать на выходной вал с наилучшим сцеплением крутящий момент, в 3-4 раза превышающий крутящий момент, доступный на валу с наименьшим сцеплением. То есть такой дифференциал обеспечивает разделение крутящего момента в соотношении 25 % к 75 %. Однако в большинстве случаев дифференциал Torsen T1 по определению заблокирован (выходные валы заблокированы друг с другом). Лишь при достижении значения TBR (то есть разность моментов на выходных валах превышает значение TBR) выходные валы поворачиваются относительно друг друга и дифференциал разблокируется. Вследствие этого имеет место относительно свободное перераспределение крутящего момента между обоими выходными валами (центрального) дифференциала в пределах величины TBR. Таким образом, дифференциал Torsen T1 при его центральном расположении фактически не обеспечивает статического распределения крутящего момента в соотношении 50:50. В действительности распределение крутящего момента будет соответствовать распределению (как статическому, так и динамическому) массы автомобиля и зависеть от сцепления с поверхностью, доступного на каждом из выходных валов (передний: задний). В стандартном автомобиле это обстоятельство оказывает положительный эффект с точки зрения курсовой устойчивости, ускорения и сцепления с поверхностью, однако может иметь и нежелательные последствия применительно к управляемости (недостаточная поворачиваемость). В большинстве случаев достаточно отношения крутящих моментов (TBR) 2,7:1, обеспечиваемого стандартным дифференциалом системы quattro Torsen T1. Однако имеются дифференциалы Torsen T1 с более высокими отношениями крутящих моментов (4:1), позволяющие дополнительно ограничить недостаточную поворачиваемость за счет большей величины разделения крутящего момента. Однако лучшим решением является распределение крутящего момента непосредственно между обоими выходными валами (передним и задним). По этой причине в системах quattro последних поколений инженеры Audi применяют дифференциалы Torsen Type 3 (T3).

Компактный дифференциал Torsen T3 предназначен для центральной установки. В его конструкции сочетаются планетарная передача и дифференциал Torsen. В отличие от дифференциала Torsen T2, где разделение крутящего момента имеет номинальное значение 50:50, в дифференциале Torsen T3 разделение крутящего момента за счет применения планетарной передачи фактически имеет асимметричное значение 40:60 (передний мост: задний мост) (то есть при наличии на обоих мостах одинакового сцепления дифференциал направляет 40 % крутящего момента на передний мост, 60 % — на задний). Как в случае дифференциала Torsen T1, крутящий момент динамически перераспределяется в зависимости от качества сцепления колес с поверхностью, но с определённым фактическим (не номинальным) статическим отношением. Дифференциал T3 позволяет получить управляемость и динамические характеристики, аналогичные автомобилям с задним приводом. Такой асимметричный дифференциал Torsen был впервые применен в конструкции высоко успешной модели 2006 года Audi RS 4 (платформа B7). В дальнейшем этот дифференциал устанавливался на модель 2006 года с механической коробкой передач и модель 2007 года с обоими типами коробок передач S4 на платформе B7, а также на модели S5 и Q7. Такой дифференциал применялся в автомобилях с продольным расположением двигателя, оснащенных полным приводом quattro (A4, A6, A8, Q7). На некоторых моделях этот дифференциал уступил место центральному дифференциалу на основе плоских зубчатых колес.
В ходе многоступенчатой эволюции системы quattro разделение крутящего момента в рамках мостов (между левым и правым колесами) изначально обеспечивалось посредством управляемой водителем ручной блокировки дифференциала (только задний мост), затем — посредством открытых дифференциалов с электронной системой блокировки (Electronic Differential Lock, EDL). Система EDL представляет собой электронную систему, которая задействует имеющуюся антиблокировочную тормозную систему (ABS) из состава электронной системы стабилизации (ESP) и обеспечивает торможение одного буксующего колеса моста, тем самым позволяя передать крутящий момент на другое колесо с более высоким сцеплением.
Компания Audi представила систему quattro нового поколения в составе модели RS5 2010 года. Основным изменением стала замена центрального дифференциала Torsen Type «C» дифференциалом на основе плоских зубчатых колес, разработанным в Audi. На первый взгляд новый дифференциал аналогичен обычному открытому дифференциалу, приспособленному к центральной установке. Тем не менее новая разработка имеет ряд важных отличий.

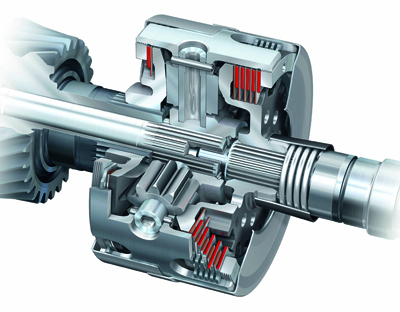
Центральный дифференциал на основе плоских зубчатых колес системы Audi quattro.

1. Центральное водило и сателлиты непосредственно сопрягаются с двумя коронными шестернями, соединёнными с передним и задним ведущими валами.
2. Две коронные шестерни сопрягаются с сателлитами по различным диаметрам и поэтому создают различный крутящий момент, вращаясь под действием сателлитов. Такая конструкция обеспечивает статичное разделение крутящего момента в соотношении 40:60 между передним и задним мостами соответственно.
3. Каждая из коронных шестерней сопряжена с соответствующим выходным валом непосредственно, тогда как водило сопрягается с каждым из выходных валов посредством пакета муфты, что дает возможность контролировать распределение крутящего момента свыше величины его статического распределения.

Если колеса одного из мостов теряют сцепление, в дифференциале образуются различные скорости вращения, приводящие к росту осевых усилий, под действием которых происходит сцепление муфты. При сцеплении муфты происходит блокировка выходного вала, в результате чего большая часть крутящего момента направляется на мост, колеса которого имеют наилучшее сцепление с поверхностью. Дифференциал на основе плоских зубчатых колес способен передавать на задний и передний мосты соответственно до 85 % и до 70 % крутящего момента.
Конструкция дифференциала на основе плоских зубчатых колес обеспечивает следующие преимущества над дифференциалом Torsen Type «C».
1. Возможность организовать более стабильное распределение крутящего момента с полной блокировкой, тогда как дифференциал Torsen обеспечивает распределение лишь в пределах величины отношения крутящих моментов (Torque Bias Ratio, TBR). Иными словами, дифференциал на основе плоских зубчатых колес имеет возможность полной блокировки вне зависимости от отношения крутящих моментов (TBR). В отличие от дифференциала Torsen, дифференциал на основе плоских зубчатых колес не имеет сходства с дифференциалом повышенного трения и может работать в состоянии полной блокировки при полном отсутствии сцепления на одном из выходных валов.
2. Более простая интеграция в управляющую электронику, обеспечивающая электронную векторизацию крутящего момента для всех четырёх колес как при наличии, так и при отсутствии активного заднего спортивного дифференциала.
3. Существенное сокращение объёма и массы (при весе в 4,8 кг такой дифференциал приблизительно на 2 кг легче дифференциала Torsen Type C).

Итогом этого усовершенствования системы quattro является способность электронных систем в полной мере управлять динамическими характеристиками автомобиля при любых вариациях качества сцепления колес с поверхностью, будь то прохождение поворота, ускорение, торможение или же любое сочетание таких манёвров.

### Эволюция
Официально компания Audi никогда не разделяла системы quattro на отдельные поколения — изменения в технологиях quattro, как правило, вводились в состав технического оснащения автомобилей тех или иных моделей либо модельных рядов, после чего распространялись на конструкцию других моделей в соответствующие периоды модельного цикла.
Исключением является модель RS 5 2010 года, среди особенностей которой компанией Audi была заявлена система quattro нового поколения.

#### Система quattro I поколения
Применялась с 1981 по 1987 годы в конструкции Audi quattro (купе с турбированным двигателем), Audi 80 на платформе B2 (1978—1987 гг., Audi 4000 на рынке Северной Америки), Audi Coupe quattro на платформе B2 (1984—1988 гг.), Audi 100 на платформе C3 (1983—1987 гг., Audi 5000 на рынке Северной Америки). Начиная с 1984 года применялась также на автомобилях Volkswagen VW Passat на платформе B2 (VWQuantum на рынке США) под названием Syncro.
Тип системы: постоянный полный привод.
Открытый центральный дифференциал с функцией ручной блокировки посредством переключателя на центральной консоли?.
Открытый задний дифференциал с функцией ручной блокировки посредством переключателя на центральной консоли?.
Открытый передний дифференциал без функции блокировки.
? — При блокировке дифференциала система ABS отключается.
Особенности работы системы. Все дифференциалы не заблокированы: автомобиль не способен двигаться при потере одним из колес (передним либо задним) сцепления с поверхностью (например, на льду либо при вывешивании колеса). Центральный дифференциал заблокирован, задний дифференциал не заблокирован: автомобиль не способен двигаться при одновременной потере сцепления с поверхностью одним из передних и одним из задних колес. Задний дифференциал заблокирован, центральный дифференциал не заблокирован: автомобиль не способен двигаться, если сцепление с поверхностью теряют два задних либо одно переднее колесо. Задний дифференциал заблокирован, центральный дифференциал заблокирован: автомобиль не способен двигаться, если сцепление с поверхностью одновременно теряют два задних и одно переднее колесо.

#### Система quattro II поколения
Начиная с 1988 года применялась на Audi 100 первого поколения на платформе C3 и Audi quattro до прекращения производства этих моделей. Устанавливалась на Audi 80/90 quattro нового поколения на платформе B3 (1989—1992 гг.), Audi 80 на платформе B4 (1992—1995 гг.), Audi S2, Audi RS2 Avant, Audi 100 quattro на платформе C4 (1991—1994 гг.), Audi S4, ранние модели Audi A6/S6 на платформе C4 (1995 г.).
Тип системы: постоянный полный привод.
Центральный дифференциал Torsen, разделение мощности при «нормальных» условиях в соотношении 50:50, автоматическое направление до 75 % крутящего момента на любой из мостов.
Открытый задний дифференциал с функцией ручной блокировки посредством переключателя на центральной консоли около рычага стояночного тормоза?.
Открытый передний дифференциал без функции блокировки.
? — При блокировке дифференциала система ABS отключается. Дифференциал автоматически разблокируется при превышении скорости в 25 км/ч (16 миль/час).

#### Система quattro III поколения
Применялась исключительно на Audi V8 с 1988 по 1994 год.
Тип системы: постоянный полный привод.
V8 с автоматической коробкой передач.
Центральный дифференциал с планетарной передачей и многодисковой блокировочной муфтой с электронным управлением.
Задний дифференциал Torsen Type 1.
Открытый передний дифференциал.
V8 с механической коробкой передач.
Центральный дифференциал Torsen Type 1.
Задний дифференциал Torsen Type 1.
Открытый передний дифференциал.
Особенности работы системы. Находясь на дороге, автомобиль не способен двигаться в случае одновременной потери сцепления с поверхностью одним передним и двумя задними колесами. Эффект чувствительности дифференциала к крутящему моменту при вывешивании одного из колес имеет место на Audi V8 с механической коробкой передач. С автоматической коробкой передач этот эффект отсутствует, поскольку на модели V8 с автоматической коробкой передач центральный дифференциал обеспечивает полную блокировку, даже если крутящий момент на прокручивающемся колесе не воспринимается дифференциалом. Модели с механической коробкой передач в большей степени схожи с заднеприводными автомобилями, поскольку при прохождении поворотов с подачей крутящего момента последний передается на внешнее заднее колесо. Благодаря этому обеспечивается более стабильное поведение автомобиля в поворотах, а также упрощается достижение избыточной поворачиваемости за счет мощности двигателя.

#### Система quattro IV поколения
Начиная с 1995 года применялась на Audi A4/S4/RS 4 (платформа B5), Audi A6/S6/allroad/RS6, Audi A8/S8 с механической и автоматической коробками передач. Устанавливалась также на VW Passat B5, где изначально именовалась syncro, однако к моменту выхода на рынок США получила название 4motion. Применялась также на Volkswagen Phaeton и родственных автомобилях, построенных на платформе «D» компании Volkswagen Group. На Volkswagen Touareg применялась система 4Xmotion с особыми коробками передач, раздаточными коробками и передними мостами.
Дифференциал с ручной блокировкой, применявшийся в более ранних версиях системы, заменен на традиционный открытый дифференциал с электронной системой блокировки (Electronic Differential Lock, EDL) (электронная система обнаруживает пробуксовку колес посредством датчиков скорости колес системы ABS и применяет тормозное усилие к буксующему колесу, тем самым передавая крутящий момент через открытый дифференциал на противоположное колесо, имеющее большее сцепление с поверхностью). Система EDL действует на скоростях до 80 км/ч (50 миль/ч) на всех моделях quattro (на моделях, не оснащенных системой quattro — до 40 км/ч (25 миль/ч)).
Тип системы: постоянный полный привод.
Центральный дифференциал Torsen Type 1 либо Type 2, «стандартное» разделение крутящего момента в соотношении 50:50, автоматическое направление до 75 % крутящего момента на передний либо задний мост.
Открытый задний дифференциал с электронной системой блокировки (Electronic Differential Lock, EDL).
Открытый передний дифференциал с электронной системой блокировки (Electronic Differential Lock, EDL).

#### Система quattro V поколения
Применяется, начиная с Audi RS 4 на платформе B7 и модели Audi S4 2006 года на платформе B7 с механической коробкой передач. В 2007 году эту систему стали устанавливать на всю линейку моделей S4. В этом же году система стала стандартной для всех Audi с продольным расположением двигателя и полным приводом quattro и оставалась таковой до её замены в модели RS5 2010 года.
Тип системы: постоянный асимметричный полный привод.
Центральный дифференциал Torsen Type 3 (Type «C»), «стандартное» разделение крутящего момента в соотношении 40:60 между передним и задним мостами соответственно, автоматическое направление до 80 % крутящего момента на любой из мостов посредством центрального дифференциала с большим отношением крутящих моментов 4:1. С помощью системы ESP возможна передача до 100 % крутящего момента на один мост.
Открытый задний дифференциал с электронной системой блокировки (Electronic Differential Lock, EDL).
Открытый передний дифференциал с электронной системой блокировки (Electronic Differential Lock, EDL).

##### Система quattro с векторизацией
С новым спортивным дифференциалом Audi в пятое поколение систем quattro пришла векторизация крутящего момента. Спортивный дифференциал Audi обеспечивал динамическое распределение крутящего момента в рамках заднего моста дебютного автомобиля — модели S4, построенной на платформе B8 (2008 г.). В настоящее время такой дифференциал предлагается в качестве дополнительного оборудования для всех автомобилей с полным приводом quattro, где по-прежнему применяется асимметричный (40:60) центральный дифференциал Torsen (Type «C»). Спортивный дифференциал заменяет собой обычный открытый задний дифференциал, тогда как на переднем мосту используется открытый дифференциал с электронной системой блокировки EDL.
Дифференциал заднего моста с векторизацией крутящего момента разработан и производится Audi. Предлагается для моделей Audi A4, A5, A6 и производных моделей (включая модели S и RS). Спортивный дифференциал избирательно распределяет крутящий момент между задними колесами, тем самым создавая поворачивающий момент, за счет которого улучшается управляемость, а также обеспечивается стабилизация при недостаточной либо избыточной поворачиваемости и, как следствие, повышается безопасность автомобиля.
В спортивном дифференциале применяются две совмещенные (повышающие) передачи, которые приводятся посредством многодисковых муфт, расположенных с каждой из сторон коронной шестерни дифференциала. При поступлении команды от программного обеспечения (используются поперечные и продольные датчики поворота автомобиля вокруг вертикальной оси, датчики скорости вращения колес системы ABS, а также датчик положения рулевого колеса) управляющее программное обеспечение (находящееся в блоке управления, расположенном в непосредственной близости к заднему дифференциалу) активирует соответствующий пакет муфты. В результате этого тяга выходного вала поступает на соответствующее колесо через повышающую передачу, тогда как другой вал по-прежнему приводит своё колесо непосредственно (пакет муфты не активирован). Выходной вал, вращающийся с большей скоростью, передает повышенный крутящий момент на соответствующее колесо, тем самым создавая поворачивающий момент. В «нормальных» условиях повышенный крутящий момент передается на колесо, расположенное с внешней стороны поворота, что увеличивает поворачивающий момент автомобиля. Иными словами, автомобиль «охотнее» выполняет поворот в направлении, указанном рулевым колесом.

#### Система quattro VI поколения
Компания Audi представила систему quattro шестого поколения в составе модели RS 5 2010 года (Audi quattro concept). Основным изменением в VI поколении стала замена центрального дифференциала Torsen Type «C» дифференциалом на основе плоских зубчатых колес, разработанным в Audi. Новый центральный дифференциал на основе плоских зубчатых колес позволяет при необходимости передавать на передний и задний мосты до 70 % и до 85 % крутящего момента соответственно. Итогом этого усовершенствования системы quattro является способность электронных систем автомобиля в полной мере управлять динамическими характеристиками при любых вариациях качества сцепления колес с поверхностью, будь то прохождение поворота, ускорение, торможение или же любое сочетание таких манёвров.

#### Система quattro ultra
C 2016 была начата установка системы quattro ultra с двумя муфтами. Система quattro ultra может автоматически отключать задний привод в зависимости от режима вождения.
Начала применяться с модели Audi A4 Allroad (B9).

### BorgWarner
Модель Audi Q7, построенная на одной платформе с Volkswagen Touareg и Porsche Cayenne, оснащается приводом, не имеющим предков среди предыдущих моделей концерна. Система полного привода для этого автомобиля, обладающего более выраженными качествами внедорожника, поставляется компанией BorgWarner. В конструкции системы применяется дифференциал Torsen Type 3 (T3).

## Поперечные системы
С появлением в 1974 году первого массового автомобиля Volkswagen Group с поперечным расположением двигателя в компании задумались о системе полного привода (4WD) для семейства автомобилей на платформе A Volkswagen Group. Полный привод появился на рынке лишь с выходом второго поколения этой платформы. В конструкции модели Mk2 Golf syncro (середина 1980-х годов) с поперечным расположением двигателя и коробки передач большая часть крутящего момента по-прежнему направлялась преимущественно на передний мост. Привод автомобилей в такой конфигурации нельзя назвать постоянным полным приводом.
К мосту с коробкой передач присоединена раздаточная коробка, соединяемая с задним мостом посредством карданного вала. Сама раздаточная коробка также передает крутящий момент и на передний мост. Крутящий момент, поступавший на задний мост, первоначально передавался на шестерни главной передачи через вязкостную муфту. Муфта состояла из фрикционных дисков и масла, вязкость которого позволяла посредством давления управлять количеством соединённых и активных дисков (и, соответственно, контролировать величину мощности, передаваемой на задние колеса).
Начиная с поколения Mk4 платформы А4 Volkswagen Group, вязкостную муфту сменила электрогидравлическая фрикционная муфта (LSC) Haldex Traction. Устройство Haldex Traction не является дифференциалом и, соответственно, не может в полной мере выполнять функции дифференциала. В зависимости от внешних условий устройство Haldex Traction может направлять до 100 % крутящего момента на задний мост. Схема распределения крутящего момента в системах на основе муфты Haldex для многих недостаточно ясна. В нормальных условиях муфта Haldex передает 5 % крутящего момента. В сложных условиях, когда датчики скорости вращения колес фиксируют потерю сцепления обоими передними колесами, муфта Haldex может блокироваться со 100%-м усилием сжатия, что означает передачу всего крутящего момента на задний мост. Разделение крутящего момента между левым и правым колесами достигается посредством традиционного открытого дифференциала. Если одна сторона ведущего моста теряет сцепление, в действие вступает система электронной блокировки дифференциала EDL, входящая в состав системы ESP. Система EDL осуществляет торможение отдельного буксующего колеса, благодаря чему крутящий момент передается на противоположное колесо моста через открытый дифференциал. На всех автомобилях с поперечным расположением двигателя, оснащенных полным приводом на основе муфты Haldex, система EDL контролирует только передние колеса.
Среди основных преимуществ системы на основе фрикционной муфты Haldex Traction над системой на основе дифференциала Torsen можно назвать небольшой прирост топливной экономичности (задний мост подключается лишь при необходимости, что позволяет в целом снизить фрикционные потери в системе привода) и возможность увеличения размеров пассажирского отсека за счет малой длины моторного отсека при поперечном расположении двигателя. Ещё одним преимуществом муфты Haldex в сравнении с переднеприводными вариантами той же модели автомобиля является более выгодное распределение массы (вследствие присутствия центрального «дифференциала» Haldex в непосредственной близости к заднему мосту).
К недостаткам системы Haldex Traction можно отнести «переднеприводную» управляемость (при торможении двигателем нагрузка передается лишь на передние колеса; также сказываются реактивная природа системы Haldex и наличие небольшой задержки в процессе распределения мощности двигателя) и дополнительное техническое обслуживание фрикционной муфты Haldex, а именно — необходимость замены масла и фильтра через каждые 60 тыс. км пробега (в то время как дифференциал Torsen, как правило, не требует технического обслуживания). Ещё один важный недостаток системы Haldex — для её корректной работы все шины должны иметь одинаковый износ (и радиус качения), поскольку система Haldex нуждается в данных от всех датчиков скорости вращения колес. Последним важным недостатком является уменьшение объёма пространства для размещения багажа. Для размещения довольно крупного устройства Haldex приходится пожертвовать приблизительно семью сантиметрами высоты багажного отсека.

### Вязкостная муфта
Важное замечание: эта система полного привода применялась только на автомобилях марки Volkswagen и не устанавливалась на какие бы то ни было автомобили Audi, за исключением модели Audi R8.
Вышеупомянутая система полного привода на основе вязкостной муфты устанавливалась на автомобили с поперечным расположением двигателя, построенные на платформе A2 поколения Mk2, включая Volkswagen Golf Mk2 и Jetta. Система также применялась на Volkswagen Type 2 (T3) (Vanagon на рынке США), Golf и Jetta поколения Mk3, Volkswagen Passat B3 третьего поколения (который был основан на серьёзно переработанной платформе A) и Volkswagen Eurovan.
Отметим, что в системе привода Vanagon присутствовало «смещение» в сторону заднего моста, поскольку сам автомобиль изначально являлся заднеприводным. Двигатель и мост с коробкой передач располагались сзади, тогда как вязкостная муфта находилась на переднем мосту около главной передачи. Все автомобили, оснащенные этой системой, имели обозначение Syncro.
Тип системы: автоматический полный привод (подключаемый).
Вместо центрального дифференциала установлена вязкостная муфта с механизмом свободного хода для отсоединения подключаемого моста при торможении.
Открытый задний дифференциал (механическая блокировка в качестве дополнительного оборудования для Vanagon).
Открытый передний дифференциал (механическая блокировка в качестве дополнительного оборудования для Vanagon).
Особенности работы системы. В «стандартных» условиях автомобиль остается переднеприводным (за исключением Vanagon, см. выше). При стандартных условиях 95 % крутящего момента передается на передний мост. Поскольку вязкостная муфта считается «медленной» (необходимо определённое время для нагрева и затвердевания силиконового состава), на задний мост всегда передается 5 % крутящего момента для поддержания вязкостной муфты в «состоянии готовности», что позволяет сократить время активации муфты. При пробуксовке муфта блокируется и на задний мост (передний мост в случае Vanagon) передается до 50 % крутящего момента. Находясь на дороге, автомобиль не способен двигаться при одновременной потере сцепления одним передним и одним задним колесом.
Благодаря сегменту свободного хода, расположенному внутри заднего дифференциала, задние колеса могут вращаться быстрее передних, не провоцируя блокировку вязкостной муфты и применение тормозного усилия системой ABS к каждому из колес независимо. Из-за механизма свободного хода крутящий момент может передаваться на задний мост только при движении автомобиля вперед. Для обеспечения функционирования полного привода при движении задним ходом на картер дифференциала был установлен «дроссельный управляющий элемент» с вакуумным приводом. Это устройство блокирует механизм свободного хода при включении задней передачи. Механизм разблокируется при перемещении рычага переключения передач вправо и прохождении им положения третьей передачи. Система целенаправленно не производит разблокировку механизма свободного хода одновременно с выключением задней передачи. Это необходимо для предотвращения частых переходов из заблокированного состояния в незаблокированное и наоборот, например при попытках «раскачать» застрявший автомобиль (постоянные переключения с первой передачи на заднюю и обратно).
Недостатки этой системы полного привода связаны со временем срабатывания вязкостной муфты.
1. При прохождении поворотов на скользкой поверхности с ускорением задний мост подключается с задержкой, что приводит к резкому изменению в поведении автомобиля (переход от недостаточной к избыточной поворачиваемости).
2. При старте в песке передние колеса могут «уйти» в песок до момента активации полного привода.

### Муфта Haldex
Начиная с 1998 года вязкостную муфту сменяет фрикционная муфта шведской компании Haldex Traction. Муфта Haldex используется компанией Audi в quattro-версиях Audi A3, Audi S3, а также Audi TT. Муфта также применяется компанией Volkswagen в 4motion-версиях Volkswagen Golf, Volkswagen Jetta и Golf R32 поколений Mk4 и Mk5, Volkswagen Tiguan, Volkswagen Sharan, Volkswagen Passat 6-го поколения (также основан на платформе A) и Transporter T5. Для автомобилей Audi остается неизменным обозначение quattro, тогда как для автомобилей Volkswagen вводится название 4motion. В конструкции привода Skoda Octavia 4x4, SEAT Leon 4 и SEAT Alhambra 4 также применена муфта Haldex (эти автомобили созданы на базе моделей Volkswagen Group). Интересно, что в приводе Bugatti Veyron также используется муфта Haldex, однако здесь имеются особые коробка передач, раздаточная коробка, передний и задний мосты.
Тип системы: автоматический полный привод (подключаемый).
Многодисковая фрикционная муфта Haldex Traction с электронным управлением с помощью ЭБУ, выступающая в роли центрального псевдодифференциала.
Открытый задний дифференциал без электронной системы блокировки (EDL).
Открытый передний дифференциал с электронной системой блокировки (EDL).
Особенности работы системы. В обычном режиме автомобиль является переднеприводным. В зависимости от внешних условий устройство Haldex Traction может направлять до 100 % крутящего момента на задний мост. Схема распределения крутящего момента в системах Haldex Traction для многих недостаточно ясна. В стандартных условиях фрикционная муфта Haldex работает в режиме 5 % крутящего момента (5 % делятся между передним и задним мостами; таким образом, 97,5 % крутящего момента передаются на передний мост, 2,5 % — на задний). В сложных условиях при потере сцепления обоими передними колесами муфта Haldex может блокироваться со 100%-м усилием сжатия. В этом случае, поскольку передача крутящего момента на передний мост не производится, весь крутящий момент (за вычетом потерь) поступает на задний мост. Разделение крутящего момента между левым и правым колесами достигается посредством традиционного открытого дифференциала. Если одна сторона ведущего моста теряет сцепление, в действие вступает система электронной блокировки дифференциала EDL, входящая в состав системы ESP. Система EDL осуществляет торможение отдельного буксующего колеса, благодаря чему крутящий момент передается на противоположное колесо моста через открытый дифференциал. На всех автомобилях с поперечным расположением двигателя, оснащенных полным приводом на основе фрикционной муфты Haldex Traction, система EDL контролирует только передние колеса.
Автомобили, оснащенные электронной системой блокировки (EDL) только для переднего дифференциала, не способны двигаться при одновременной потере сцепления двумя передними и одним задним колесом.
Опять-таки, вследствие ограничений, налагаемых электронной блокировкой дифференциала (см. описание системы quattro IV поколения выше), в условиях бездорожья автомобиль не способен двигаться уже при одновременной потере сцепления одним передним и одним задним колесом.
Система Haldex Traction имеет в большей степени реактивный, нежели упреждающий характер — для активации муфты Haldex и передачи крутящего момента на задний мост необходимо появление разницы между скоростью вращения колес переднего моста и скоростью вращения колес заднего моста. Такое условие не эквивалентно пробуксовке, поскольку система способна реагировать за время, меньшее времени полного оборота любого из колес автомобиля. Постоянное равномерное разделение крутящего момента, обеспечиваемое дифференциалом Torsen в условиях отсутствия пробуксовки, снижает вероятность её появления.
Электронный блок управления муфты Haldex (ЭБУ) размыкает муфту Haldex в центральной муфте при начале торможения, чтобы обеспечить корректное функционирование системы ABS. При выполнении поворотов с малым радиусом на малой скорости (например, при парковке) электронный блок управления размыкает муфту, чтобы избежать появления циркулирующей мощности в трансмиссии. При активации электронной системы стабилизации (ESP) муфта Haldex размыкается, чтобы обеспечить системе ESP возможность эффективно контролировать автомобиль. Это происходит как при ускорении, так и при замедлении.

#### Послепродажная установка муфты Haldex
Центральная фрикционная муфта Haldex Traction нередко применяется для самостоятельного преобразования старых переднеприводных моделей Volkswagen в полноприводные. Считается, что такая муфта способна выдерживать более высокую мощность, нежели применявшаяся в syncro-автомобилях система на основе вязкостной муфты.
Преобразование производится путём установки заднего моста и соответствующей подвески с syncro-автомобиля на подходящий автомобиль-реципиент (то есть Volkswagen Corrado либо Volkswagen Golf) с последующим изготовлением специализированного кронштейна для монтажа задней муфты Haldex.
Приверженцы такой модификации зачастую применяют оригинальный электронный блок управления и программу управления двигателем с более современного автомобиля Volkswagen Group для управления центральной муфтой Haldex посредством стандартных датчиков скорости вращения колес системы ABS или же приобретают контроллеры сторонних изготовителей, обеспечивающие соответствующую широтно-импульсную модуляцию, за счет чего активацией муфты и передачей мощности на задние колеса можно управлять с помощью простого поворотного регулятора либо с использованием данных от датчика положения дроссельной заслонки (throttle position sensor, TPS).

## Маркетинг
В рамках рекламной кампании технологий полного привода quattro от Audi был снят телевизионный рекламный ролик под названием «Ахав», по мотивам классического романа Германа Мелвилла «Моби Дик». Национальная премьера ролика состоялась в 2012 году во время игр Национальной футбольной лиги США.